# Archeomágneses keltezés

A földi mágneses tér deklinációjának változása 1590-1990 között

Az archeomágneses keltezés a régészetben használatos fizikai kormeghatározási módszer, ami az utolsó égetés után helyben maradt, égetett agyagtárgyak korának becslésére alkalmas. Általában ilyenek a kemencék, tűzhelyek és égett sírok maradványai. A keltezés azon alapul, hogy az agyagban lévő ferromágneses részecskék, pl. magnetit a Curie-pont alá hűlve megőrzik a földi mágneses mező terének kiégetéskori irányát – deklinációját (D°) és inklinációját (I°) – és intenzitását.
A keltezés alkalmazásához szükség van a mért tulajdonság időfüggésének ismeretére az alkalmazás helyén, vagyis a földi mágneses tér időbeli változásaira és földfelszíni eloszlására vonatkozó adatsorokra. A leletek keltezéséhez (a dendrokronológiához hasonlóan) kiterjedt terepi munkára, laboratóriumi vizsgálatokat igénylő, elhúzódó folyamatra van szükség a regionális érvényességű adatsorok felállításához. Az archeomágneses keltezés széles körű alkalmazására csak az utóbbi időben nyílt lehetőség, ahogy megnőtt az elmúlt 5-7 ezer évre vonatkozó közvetett mágneses mérési eredmények száma.
A jelenleg (2009) összegyűjtött legteljesebb adatokat felhasználó, az európai archeomágneses adatokhoz jól illeszkedő egyik globális földmágnesességi modell térbeli felbontása néhány ezer kilométer, időben pedig az elmúlt 3000 évet alapul véve folytonosnak tekinthető. Az elérhető pontosság függ az évszázados változás aktuális sebességétől is: a gyors változások időszakában jó, lassú változások vagy stagnálás idején gyenge eredmény várható.
A keltezés pontosságát javítaná, ha a deklináció és inklináció mellett a mágneses tér erősségét (mértékegység: nT, nanotesla) is figyelembe vennék, hiszen így a mért adatot kettő helyett három kalibrációs görbéhez lehetne illeszteni.

## Ajánlott irodalom
- Márton Péter: Keltezés archeomágneses módszerrel (1998). In Ilon Gábor (szerk.) A régésztechnikus kézikönyve I., ISBN 9638576030